# Gran Piemonte
Gran Piemonte, indtil 2008 også kendt som Giro del Piemonte, er et italiensk endagsløb i landevejscykling som arrangeres hvert år i oktober. Løbet er blevet arrangeret siden 1906. Løbet er af UCI klassificeret med 1.Pro og er en del af UCI ProSeries. Det betegnes som et af de største løb i Italien.
Løbet afholdes ofte nogle få dage før Lombardiet Rundt i bjergområdet Appenninerne.

## Vindere
| År                                                             | Vinder                   | Toer                 | Treer                    |
| -------------------------------------------------------------- | ------------------------ | -------------------- | ------------------------ |
| Giro del Piemonte                                              |                          |                      |                          |
| 1906                                                           | Giovanni Gerbi           | Battista Danesi      | Luigi Ganna              |
| 1907                                                           | Giovanni Gerbi           | Carlo Galetti        | Mario Gaioni             |
| 1908                                                           | Giovanni Gerbi           | Luigi Chiodi         | Carlo Galetti            |
| 1909 ikke arrangeret                                           |                          |                      |                          |
| 1910                                                           | Vincenzo Borgarello      | Pietro Aymo          | Cesare Zanzottera        |
| 1911                                                           | Mario Bruschera          | Carlo Galetti        | Giuseppe Santhià         |
| 1912                                                           | Costantino Costa         | Francesco Innocenti  | Pasquale Uzzo            |
| 1913                                                           | Romolo Verde             | Marcello Sussio      | Giovanni Abellono        |
| 1914                                                           | Giuseppe Santhià         | Angelo Gremo         | Costante Girardengo      |
| 1915                                                           | Natale Bosco             | Giovanni Nuvoli      | Federico Gay             |
| 1916                                                           | Francesco Cerutti        | Paride Ferrari       | Giovanni Abellono        |
| 1917                                                           | Domenico Schierano       | Francesco Cerutti    | Ugo Ruggeri              |
| 1918                                                           | Ugo Bianchi              | Lorenzo Sinchetto    | Nino Ronco               |
| 1919                                                           | Costante Girardengo      | Gaetano Belloni      | Angelo Gremo             |
| 1920                                                           | Costante Girardengo      | Alfredo Sivocci      | Gaetano Belloni          |
| 1921                                                           | Giovanni Brunero         | Giuseppe Azzini      | Alfredo Sivocci          |
| 1922                                                           | Angelo Gremo             | Bartolomeo Aymo      | Costante Girardengo      |
| 1923                                                           | Bartolomeo Aymo          | Camillo Arduino      | Angelo Gremo             |
| 1924                                                           | Costante Girardengo      | Federico Gay         | Bartolomeo Aymo          |
| 1925                                                           | Gaetano Belloni          | Bartolomeo Aymo      | Alfredo Binda            |
| 1926                                                           | Alfredo Binda            | Giovanni Brunero     | Costante Girardengo      |
| 1927                                                           | Alfredo Binda            | Battista Giuntelli   | Antonio Negrini          |
| 1928                                                           | Marco Giuntelli          | Battista Giuntelli   | Amulio Viarengo          |
| 1929                                                           | Antonio Negrini          | Alfredo Binda        | Battista Giuntelli       |
| 1930                                                           | Ambrogio Morelli         | Aldo Canazza         | Fabio Battesini          |
| 1931                                                           | Mario Cipriani           | Guglielmo Marin      | Giovanni Firpo           |
| 1932                                                           | Giuseppe Martano         | Giuseppe Olmo        | Felice Lessona           |
| 1933                                                           | Antonio Folco            | Andrea Minasso       | Battista Astrua          |
| 1934                                                           | Learco Guerra            | Giuseppe Martano     | Domenico Piemontesi      |
| 1935                                                           | Aldo Bini                | Domenico Piemontesi  | Romeo Rossi              |
| 1936                                                           | Aldo Bini                | Giuseppe Olmo        | Giovanni Cazzulani       |
| 1937                                                           | Gino Bartali             | Fausto Montesi       | Severino Canavesi        |
| 1938                                                           | Pietro Rimoldi           | Severino Canavesi    | Aldo Bini                |
| 1939                                                           | Gino Bartali             | Cesare Del Cancia    | Fausto Coppi             |
| 1940                                                           | Cino Cinelli             | Aldo Bini            | Osvaldo Bailo            |
| 1941                                                           | Aldo Bini                | Gino Bartali         | Osvaldo Bailo            |
| 1942                                                           | Fiorenzo Magni           | Gino Bartali         | Pierino Favalli          |
| 1943-1944 ikke arrangeret pga. 2. verdenskrig                  |                          |                      |                          |
| 1945                                                           | Secondo Barisone         | Carlo Rebella        | Primo Volpi              |
| 1946                                                           | Sergio Maggini           | Antonio Covolo       | Antonio Bevilacqua       |
| 1947                                                           | Vito Ortelli             | Aldo Ronconi         | Mario Vicini             |
| 1948                                                           | Renzo Soldani            | Dino-Placido Ottusi  | Andrea Carrea            |
| 1949                                                           | Adolfo Leoni             | Fausto Coppi         | Fiorenzo Magni           |
| 1950                                                           | Alfredo Martini          | Sergio Pagliazzi     | Loretto Petrucci         |
| 1951                                                           | Gino Bartali             | Pasquale Fornara     | Vincenzo Rossello        |
| 1952                                                           | Giorgio Albani           | Luciano Maggini      | Ettore Milano            |
| 1953                                                           | Fiorenzo Magni           | Loretto Petrucci     | Giorgio Albani           |
| 1954                                                           | Nino Defilippis          | Alfredo Martini      | Angelo Conterno          |
| 1955                                                           | Giuseppe Minardi         | Angelo Conterno      | Adolfo Grosso            |
| 1956                                                           | Fiorenzo Magni           | Pasquale Fornara     | Pietro Giudici           |
| 1957                                                           | Silvano Ciampi           | Giuliano Michelon    | Giacomo Fini             |
| 1958                                                           | Nino Defilippis          | Alessandro Fantini   | Arrigo Padovan           |
| 1959                                                           | Silvano Ciampi           | Aldo Moser           | Arrigo Padovan           |
| 1960                                                           | Alfredo Sabbadin         | Nello Fabbri         | Carlo Brugnami           |
| 1961                                                           | Angelo Conterno          | Jos Hoevenaars       | Giovanni Pettinati       |
| 1962                                                           | Vito Taccone             | Franco Cribiori      | Graziano Battistini      |
| 1963                                                           | Adriano Durante          | Italo Zilioli        | Franco Cribiori          |
| 1964                                                           | Willy Bocklant           | Jaime Alomar         | Guido Carlesi            |
| 1965                                                           | Romeo Venturelli         | Roberto Poggiali     | Dino Zandegù             |
| 1966                                                           | Rudi Altig               | Franco Bitossi       | Gianni Motta             |
| 1967                                                           | Guido De Rosso           | Roberto Ballini      | Mario Di Toro            |
| 1968 ikke arrangeret                                           |                          |                      |                          |
| 1969                                                           | Marino Basso             | Ole Ritter           | Cesarino Carpanelli      |
| 1970                                                           | Italo Zilioli            | Mauro Simonetti      | Franco Balmamion         |
| 1971                                                           | Felice Gimondi           | Gianni Motta         | Giorgio Favaro           |
| 1972                                                           | Eddy Merckx              | Felice Gimondi       | Wladimiro Panizza        |
| 1973                                                           | Felice Gimondi           | Marcello Bergamo     | Giancarlo Polidori       |
| 1974                                                           | Francesco Moser          | Michel Pollentier    | Costantino Conti         |
| 1975 ikke arrangeret 1976 udgave lagt sammen med Milano-Torino |                          |                      |                          |
| 1977                                                           | Roger De Vlaeminck       | Giuseppe Saronni     | Bernt Johansson          |
| 1978                                                           | Gianbattista Baronchelli | Clyde Sefton         | Riccardo Magrini         |
| 1979                                                           | Silvano Contini          | Wladimiro Panizza    | Gianbattista Baronchelli |
| 1980                                                           | Gianbattista Baronchelli | Wladimiro Panizza    | Giovanni Battaglin       |
| 1981                                                           | Marino Amadori           | Bruno Wolfer         | Luciano Rabottini        |
| 1982                                                           | Faustino Rupérez         | Pascal Jules         | Michael Wilson           |
| 1983                                                           | Guido Bontempi           | Seán Kelly           | Francesco Moser          |
| 1984                                                           | Christian Jourdan        | Acácio da Silva      | Teun van Vliet           |
| 1985                                                           | Charly Mottet            | Urs Zimmermann       | Robert Millar            |
| 1986                                                           | Gianni Bugno             | Enrico Grimani       | Jean-François Bernard    |
| 1987                                                           | Adrie van der Poel       | Eric Van Lancker     | Adriano Baffi            |
| 1988                                                           | Rolf Gölz                | Gianni Bugno         | Marco Lietti             |
| 1989                                                           | Claudio Chiappucci       | Søren Lilholt        | Per Pedersen             |
| 1990                                                           | Franco Ballerini         | Dante Rezze          | Kim Andersen             |
| 1991                                                           | Dsjamolidin Abdusjaparov | Frédéric Moncassin   | Sammie Moreels           |
| 1992                                                           | Erik Breukink            | Stephen Roche        | Alex Zülle               |
| 1993                                                           | Beat Zberg               | Laurent Dufaux       | Fabrizio Bontempi        |
| 1994                                                           | Nicola Miceli            | Roberto Petito       | Peter Meinert            |
| 1995                                                           | Claudio Chiappucci       | Stefano Zanini       | Davide Cassani           |
| 1996                                                           | Richard Virenque         | Andrea Tafi          | Mauro Gianetti           |
| 1997                                                           | Gianluca Bortolami       | Paolo Lanfranchi     | Biagio Conte             |
| 1998                                                           | Marco Serpellini         | Daniele Nardello     | Stefano Colagè           |
| 1999                                                           | Andrea Tafi              | Marco Serpellini     | Sergio Barbero           |
| 2000 ikke arrangeret                                           |                          |                      |                          |
| 2001                                                           | Nico Mattan              | Fabio Sacchi         | Matthé Pronk             |
| 2002                                                           | Luca Paolini             | Matthias Kessler     | Gianluca Bortolami       |
| 2003                                                           | Alessandro Bertolini     | Thomas Liese         | Angelo Lopeboselli       |
| 2004                                                           | Allan Davis              | Alberto Ongarato     | Francesco Chicchi        |
| 2005                                                           | Murilo Fischer           | Steven de Jongh      | Paride Grillo            |
| 2006                                                           | Daniele Bennati          | Grégory Rast         | Gene Bates               |
| 2007 ikke arrangeret                                           |                          |                      |                          |
| 2008                                                           | Daniele Bennati          | Luca Paolini         | Aljaksandr Vusaw         |
| Gran Piemonte                                                  |                          |                      |                          |
| 2009                                                           | Philippe Gilbert         | Daniel Moreno        | Francesco Gavazzi        |
| 2010                                                           | Philippe Gilbert         | Leonardo Bertagnolli | Matti Breschel           |
| 2011                                                           | Daniel Moreno            | Greg Van Avermaet    | Luca Paolini             |
| 2012                                                           | Rigoberto Urán           | Luca Paolini         | Gorka Verdugo            |
| 2013-2014 ikke arrangeret                                      |                          |                      |                          |
| 2015                                                           | Jan Bakelants            | Matteo Trentin       | Sonny Colbrelli          |
| 2016                                                           | Giacomo Nizzolo          | Fernando Gaviria     | Daniele Bennati          |
| 2017                                                           | Fabio Aru                | Diego Ulissi         | Rinaldo Nocentini        |
| 2018                                                           | Sonny Colbrelli          | Florian Sénéchal     | Davide Ballerini         |
| 2019                                                           | Egan Bernal              | Iván Sosa            | Nans Peters              |
| 2020                                                           | George Bennett           | Diego Ulissi         | Mathieu van der Poel     |
| 2021                                                           | Matthew Walls            | Giacomo Nizzolo      | Olav Kooij               |
| 2022                                                           | Iván García Cortina      | Matej Mohorič        | Alexis Vuillermoz        |
| 2023                                                           | Andrea Bagioli           | Marc Hirschi         | Alex Aranburu            |
| 2024                                                           | Neilson Powless          | Corbin Strong        | Alex Aranburu            |

- Noter: 2017-udgaven afholdt som det italienske mesterskab i landevejscykling.